# Ферт, Эверетт
Эверетт Ферт (англ. Everett Firth, чаще по прозвищу Вик Ферт; 2 июня 1930 — 27 июля 2015) — американский музыкант-ударник.

## Биография
С детства играл на ударных в джазовых ансамблях. Окончил Консерваторию Новой Англии. В 1951 поступил в штат Бостонского симфонического оркестра, став самым молодым музыкантом в его составе, и оставался литавристом оркестра на протяжении 50 лет. Покинул оркестр в 2002 году. Обобщая свой опыт, опубликовал сборники сольных партий для литавр и малого барабана (англ. The Solo Timpanist, The Solo Snare Drummer).
Начав с изготовления барабанных палочек и колотушек для собственного употребления, затем основал в 1963 году фирму «Vic Firth», производящую различное оборудование для ударных и перкуссии.
Скончался 27 июля 2015 года.